# المسرح السوري
'تاريخ المسرح السوري كان انطلاق المسرح السوري في عام 1871 على يد رائد المسرح السوري والعربي أحمد أبو خليل القباني،  حيث يعتبر القباني أول مؤسس لمسرح عربي وقد أسسه في دمشق، أبدع القباني في بداياته وقدم عروضًا مسرحية وغنائية كثيرة منها ناكر الجميل - أنس الجليس - هارون الرشيد - عايدة - الشاه محمود - وغيرها، وكان له الفضل في قيام حركة مسرحية في سوريا وفي الوطن العربي بعد ذلك.

## بداية المسرح
كانت البداية للمسرح السوري مبكرة وقد انطلق وازدهر المسرح في سورية في القرن التاسع عشر على يد أبوخليل القباني في مدينة دمشق وواجه القباني من أجل نشر فنه العديد من الصعاب والعقبات إلى أن نجح في استقطاب الجماهير في مدينة دمشق لمتابعة عروضه ومسرحياته ولاقى نجاحًا كبيرًا بالعروض التي قدمها في بداياته بدمشق وكانت الناس تتهافت لحضور مسرحياته وعروضه الغنائية، وكان القباني في البداية متابعًا ومعجبًا بالعروض التي كانت تقدَّم في مقاهي دمشق مثل قصص الحكواتي ورقص السماح والعروض التي كانت منتشرة في مقاهي مدينة دمشق وكان أبو خليل القباني يحضر ويتابع اجتماعات وعروض موسيقا ابن السفرجلاني بدمشق وتعلم منها واختلط القباني بالفرق المسرحية التي تمثل في مدرسة العازرية بمنطقة باب توما ، ومن كل هذا كوَّن القباني أسس هذا الفن الراقي لينطلق به من دمشق ويطوره واضعًا أسس المسرح الغنائي العربي.

## العرض الأول
قدَّم أبو خليل القباني أول عرض مسرحي خاص به عام 1871 وهو مسرحية الشيخ وضاح ومصباح وقوت الأرواح وهي أول مسرحية سورية وعربية وفق مفاهيم المسرح، وقدَّم بعد ذلك مسرحيات وتمثيليات ناجحة أعجب بها الجمهور الشامي بدمشق وفي عام 1879-1880 ألف فرقته المسرحية وقدَّم في السنوات الأولى حوالي 40 عملًا مسرحيًّا ووضع الأسس الأولى للمسرح العربي وخاصة المسرح الغنائي وسافر أبوخليل القباني إلى مصر حاملًا معه عصر الازدهار وبداية المسرح العربي وكان مع أبوخليل القباني حوالي 50 فنانًا وفنانة من فناني سورية نذكر منهم جورج ميرزا وتوفيق شمس وموسى أبو الهيبة وراغب سمسمية وخليل مرشاق ومحمد توفيق وريم سماط وإسكندر فرح وغيرهم وسافر أبوخليل القباني إلى مدن سورية ومصر وأمريكا وعاد إلى دمشق متابعًا عروضه المسرحية إلى أن توفي عام 1903 ودفن في مقبرة الباب الصغير بدمشق.
وقبل القباني عرفت سورية عروضًا للمسرح لكن ليس بالشكل المعروف للمسرح الذي ظهر على يد أبو خليل وكان ذلك في منتصف القرن التاسع عشر مثل عروض كركوز وعواظ وخيال الظل ورقص السماح والمولويةوالحكواتي وكانت جميعها تقدَّم في نوادي ومقاهي دمشق وبعض الأماكن العامة.
ومن أهم رواد المسرح السورى كذلك إسكندر فرح  إذ عمل مع أبو خليل القباني وكوَّن بعد ذلك فرقته المسرحية الخاصة وكان المعلم الأول للكثير من رواد المسرح في سورية ومصر، ولد اسكندر فرح بدمشق عام 1851 وتوفى عام 1916 وقدم مسرحيات هامة في تاريخ المسرح العربي: شهداء الغرام - صلاح الدين - مملكة أورشليم - مطامع النساء - حسن العواقب - اليتيمين - الولدان الشريدان - الطواف حول العالم وغيرها الكثير.

## ظهور الفرق المسرحية
بعد فرقة (أبو خليل القباني) والرواد الأوائل للمسرح السوري، ظهرت في بداية القرن العشرين فرق مسرحية سورية كثيرة أخذت بالتزايد مثل فرقة نادي الاتحاد وفرقة جورج دخول وكانت تقدِّم عروضها على مسرح القُوَّتْلي في السنجقدار فرقة عبد اللطيف فتحي وكانت تضم عددًا كبيرًا من الفنانين ونذكر كذلك الفنان جميل الأوزغلي وفرقة أنور مرابط وفرقة ناديا المسرحية لصاحبتها ناديا العريس حيث كانت الفرقة من أكبر الفرق المسرحية العربية في الثلاثينيات من القرن العشرين وضمَّت الفرقة أكثر من 120 فنانًا وفنانة وكانت تقدِّم عروضها على مسرح الكاريون بدمشق.
قدَّمت الفرق المسرحية السورية الكثير من المسرحيات العالمية وعروضًا مسرحية كوميدية واستعراضية وغنائية وسياسية واجتماعية ودرامية وتاريخية كثيرة لمؤلفين سوريين وعرب ومسرحيات مترجمة لروايات عالمية. 

## الفرق المسرحية في القرن العشرين
- فرقة نادي الاتحاد 1906
- فرقة الصنائع (حلب 1928)
- نادي الفنون الجميلة (دمشق 1930، توفيق العطري)[2]
- فرقة إيزيس (1931، جودت الركابي - سعيد الجزائري - علي حيدر كنج - نصوح الدُّوَجي - أنور المرابط - ممتاز الركابي)
- دار الألحان والتمثيل (دمشق الثلاثينيات، عبد الوهاب أبو السعود)
- فرقة ناديا المسرحية (ناديا العريس)
- الفرقة السورية (الثلاثينيات)
- الفرقة الاستعراضية (الثلاثينيات)
- فرقة حسن حمدان (الثلاثينيات)
- فرقة الكواكب (الأربعينات، محمد علي عبده)
- الفرقة السورية للتمثيل والموسيقا (1947، تيسير السعدي - ممتاز الركابي)
- فرقة عبد اللطيف فتحي
- فرقة اتحاد الفنانين
- فرقة العهد الجديد
- فرقة سعد الدين بقدونس (الخمسينيات)
- فرقة فنون الآداب
- فرقة نهضة الشرق
- فرقة المسرح الحر (دمشق 1956، توفيق العطري - نزار فؤاد - رفيق جبري)
- ندوة الفكر والفن (الستينيات، رفيق الصبان)
- النادي الفني (منذر النفوري)
- فرقة المسرح الكوميدي
- فرقة المسرح الشعبي (دمشق 1959، حكمت محسن إلى 1966، ثم عبد اللطيف فتحي إلى 1968)[3]
- فرقة المسرح القومي (دمشق 1959، نهاد قلعي)
- فرقة الفنانين المتحدين (محمد الطيب)
- فرقة الأخوين قنوع (فرقة دبابيس)
- فرقة مسرح الشعب (حلب 1967)
- فرقة زياد مولوي
- فرقة هدى شعراوي
- فرقة مظهر الحكيم
- فرقة محمود جبر
- فرقة المسرح الجوال (1971)
- فرقة مسرح قهوة (طلحت حمدي)
- فرقة مسرح الشوك (عمر حجو - دريد لحام - أحمد قبلاوي)
- فرقة ناجي جبر
- فرقة المسرح التجريبي (1976، سعد الله ونوس)
- فرقة رفيق السبيعي
- فرقة تشرين
- فرقة ياسين بقوش